# Dworp
Dworp (Nederlandse uitspraak: [dʋɔrp]; Frans: Tourneppe  [tuʁnɛp], Pajots: Dwoeurp) is een dorp in de Belgische provincie Vlaams-Brabant en een deelgemeente van Beersel. Dworp was een zelfstandige gemeente tot aan de gemeentelijke herindeling van 1 januari 1977.
In Dworp ligt de helling de Bruine Put die bekend is uit de wielerwedstrijd Brabantse Pijl.

## Etymologie
De naam Dworp vindt zijn oorsprong bij de beek die er door loopt, de huidige Molenbeek. Deze werd vroeger de Thornapa genoemd. Dit is Keltisch voor Thorn wat 'doorn' betekent en -apa. Dit laatste is een veel voorkomend  Keltisch suffix, vaak gebruikt bij hydroniemen. In dit geval wijst dit naar ‘water’ of ‘beek’, Thornapa betekent dan “beek die door doornstruiken stroomt”. De evolutie van Thornapa naar Dworp ging als volgt: de Keltische klank “th” evolueert in de Romeinse tijd vaak naar een “t”, in de Nederlandse taal evolueert de Latijnse “t” aan het begin van woorden op zijn beurt naar een “d”. Waar de tussenliggende “w” vandaan komt is nog niet helemaal duidelijk. In de Franse naam voor het dorp is de oude vorm nog gemakkelijk te herkennen; namelijk Tourneppe. De volksetymologie leidt Tourneppe af van ‘tour’ of toren, maar locale historicus Constant Theys zegt dat deze verklaring niet klopt. B. Roobaert verwijst naar het Germaanse Turnapā wat ‘In een bocht van een beek’ zou betekenen.

## Geschiedenis
Het eerste bewijs van menselijke aanwezigheid dateert van het neolithicum, er werden verschillende silex vondsten gedaan. In de eeuwen voor de Romeinse aanwezigheid lag waar Dworp nu ligt waarschijnlijk een nederzetting van Nerviërs (een Gallische stam), dit is te zien aan de suffix -apa, zoals hoger vermeld is dit een Gallisch suffix voor hydroniemen. In het westen van het dorp zijn de restanten van een Romeinse villa gevonden, zowel munten, productie van tegels en dakpannen en een smeltoven waren aanwezig.
De beek die door Dworp loopt wordt het eerst vermeld tussen 784 en 818 door een zekere Angèle. In het jaar 1111 wordt voor het eerst het dorp zelf vermeld als Thornepe in een oorkonde met Godfried I “met den Baard” van Leuven als auteur. Vervolgens werd Dworp nog vermeld in 1138 als Tornepia, Tornepe (1191 & 1224), Dornepe (1205), opnieuw Tornepia in 1220, Dornepia (1221), Nederdornepe (1253), Dornepe (1255, 1260, 1350/1350), Doirpe (1400), Doreppe (1435), Duerpe (1551), Dworp (1686).

## Bezienswaardigheden
Dworp ligt in een landelijke, heuvelrijke omgeving. Aan de zuidkant ervan ligt het Hallerbos, waar in het voorjaar de in bloei staande boshyacinten duizenden toeristen lokken. Bosanemoontjes daarentegen zijn meer verspreid over heel het grondgebied.
- De Sint-Gorikskerk
- De Sint-Rochuskapel
- Het Ongevalskruis
- De Wauweringkapel
- Het Voormalig gemeentehuis
- De Esseltmolen
- De Molenbroekmolen
- De Belingmolen
- De Stenenhofmolen
- De Molen De Nayer-De Becker
- De Herisemmolen
- De Papiermolen De Meurs
- De Schandpaal uit 1650.
- Het Gildehuis
- Het Kasteel Gravenhof

## Natuur en landschap
Dworp ligt in de Brabantse Ardennen op een hoogte van 40-110 meter. 
Ten noorden van de kom ligt het Begijnenbos en ten zuiden ligt het Hallerbos. Daar lopen diverse beken in noordelijke richting zoals de Kapittelbeek en de Steenputbeek.  Deze komen uit in de Molenbeek welke in zuidwestelijke richting stroomt.
Ten zuiden van Dworp begint het Waals Gewest.

## Demografische ontwikkeling
Dworp was een zelfstandige gemeente tot aan de gemeentelijke herindeling van 1 januari 1977.
- Bronnen:NIS, Opm:1831 tot en met 1970=volkstellingen
- 1930: Afsplitsing van Lot in 1927

## Bekende personen
- Ferdinand Cornet de Grez d'Elzius (1797-1869), burgemeester
- Raymond Lemaire (1878-1954), hoogleraar
- Jean-Pierre Berckmans (1948), wielrenner
- Jean-Philippe "Flupke" Vandenbrande (1955), wielrenner
- Ben Weyts (1970-heden), politicus en huidig Vlaams viceminister-president en Vlaams minister van Begroting en Financiën, Vlaamse Rand, Onroerend Erfgoed en Dierenwelzijn

## Afbeeldingen

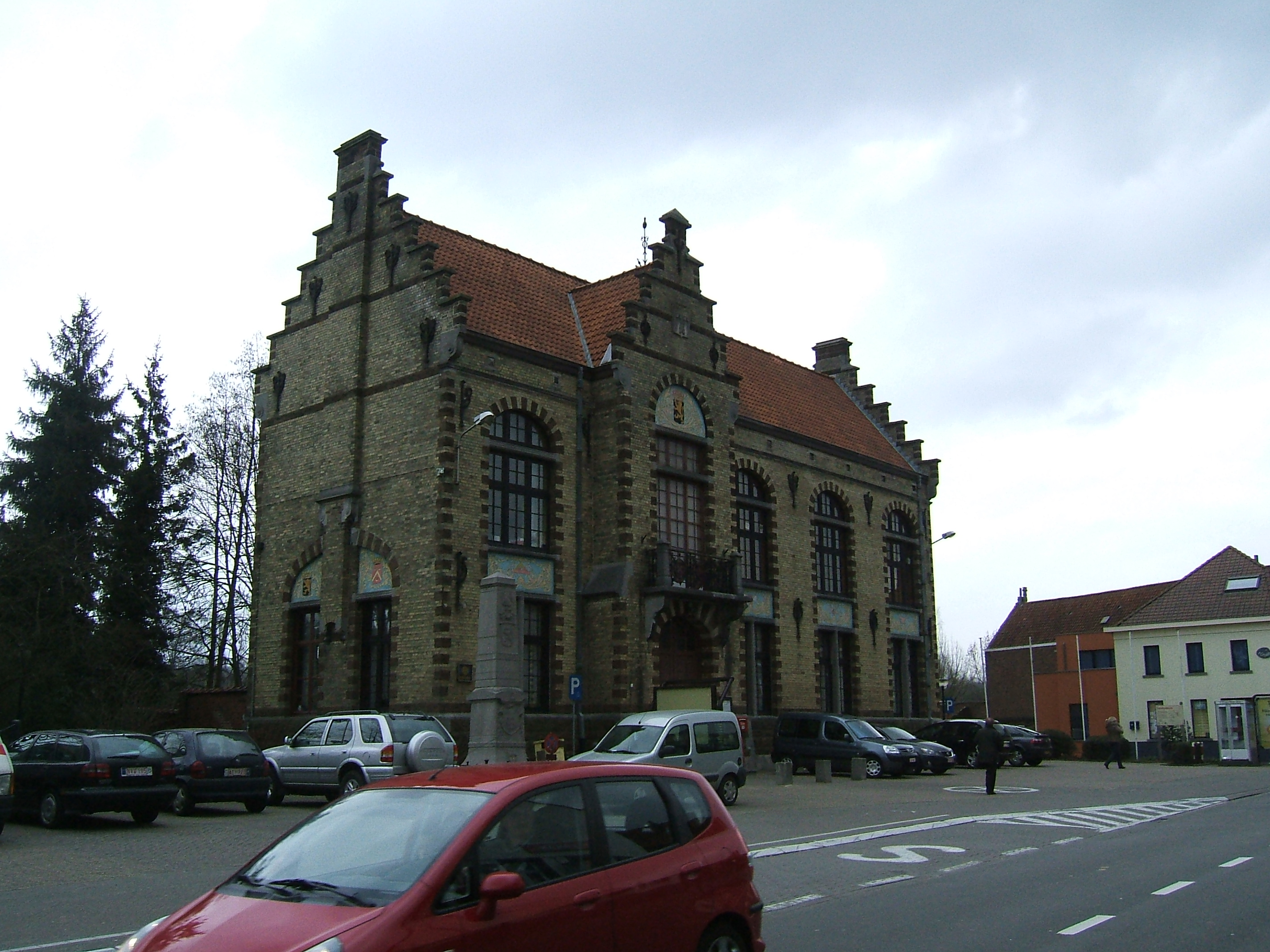
Het voormalige gemeentehuis van Dworp
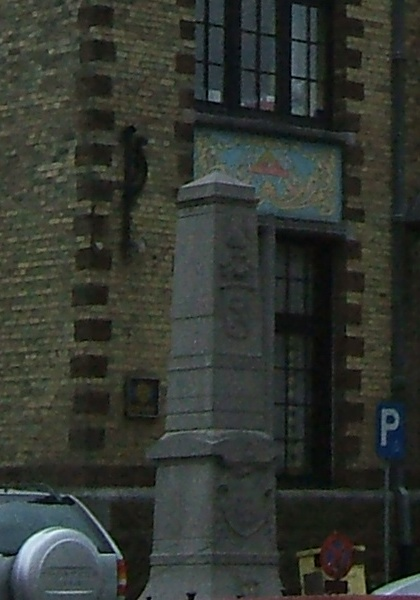
Oorlogsmonument
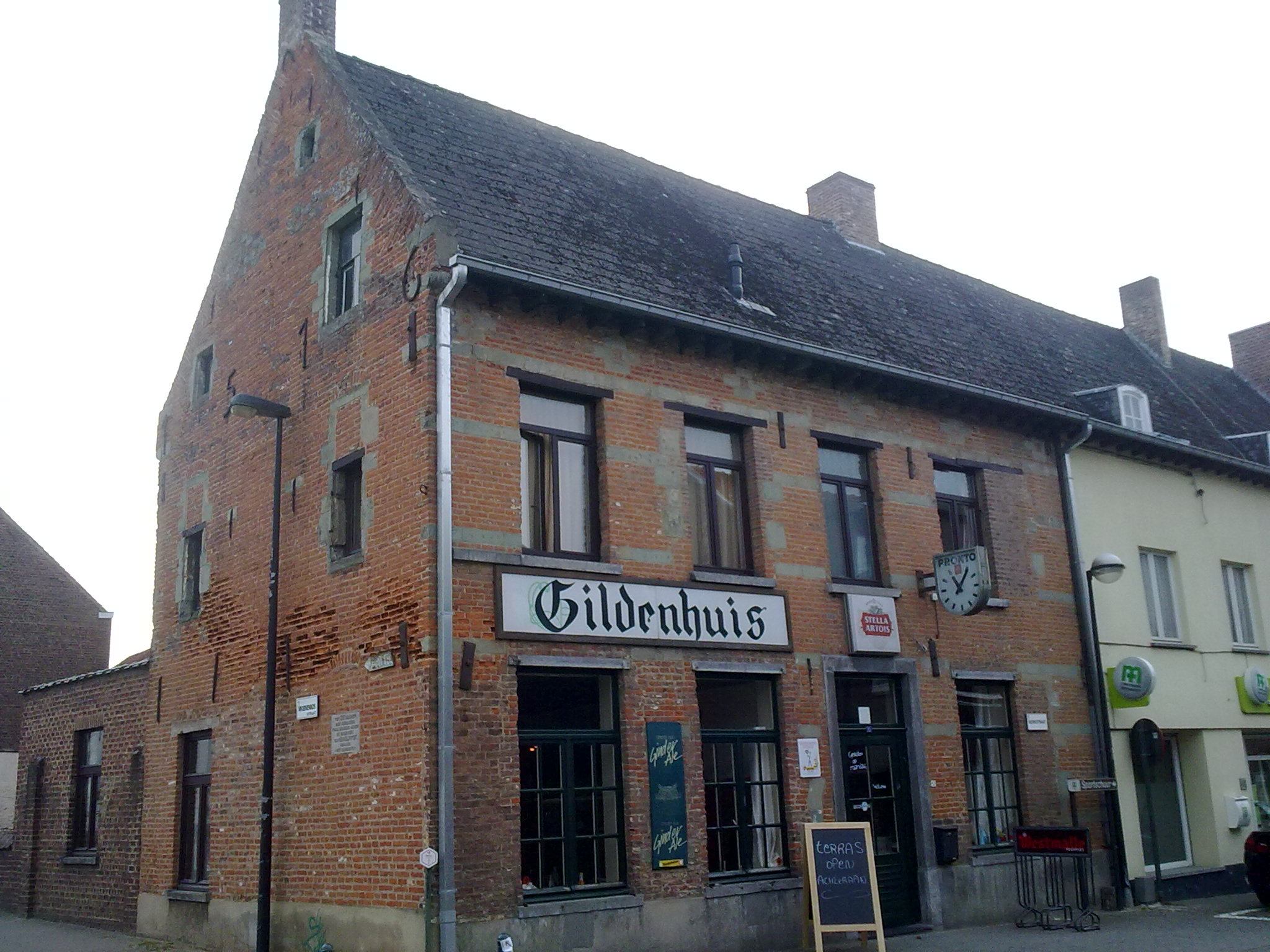
Gildehuis
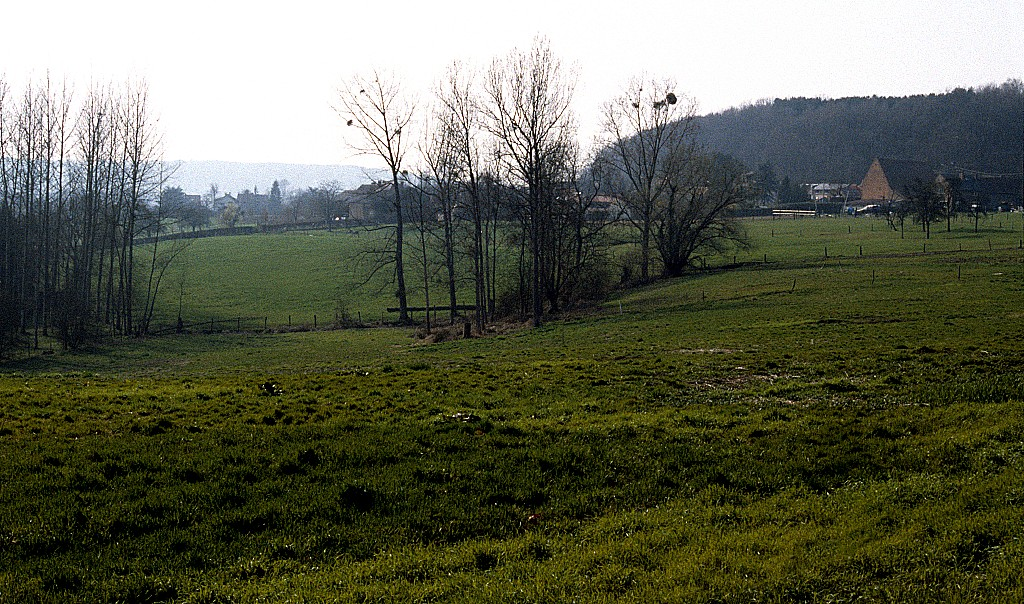
Heuvelende omgeving

## Nabijgelegen kernen
Alsemberg, Huizingen, Buizingen, Sint-Genesius-Rode, Essenbeek